# Ido Vunderink (1935)
Ido Pieter Vunderink (Amstelveen, 9 mei 1935- Zegveld, 22 juli 2021) was een Nederlands kunstschilder en kynoloog. Zijn gelijknamige neef is eveneens beeldend kunstenaar, zie Ido Vunderink (1955).
Vunderink werd onder andere geïnspireerd door bloemen, het landschap en mensen. Zijn landschappen en bloemenstillevens zijn sterk gestileerd, maar zijn portretten zijn realistisch en goed gelijkend. Hij schilderde portretten vrijwel altijd in opdracht. Het werk van Vunderink is pasteus en hij schilderde vaak met een paletmes, dat bijna zo groot was als een troffel.

## Jeugd, opleiding en privé

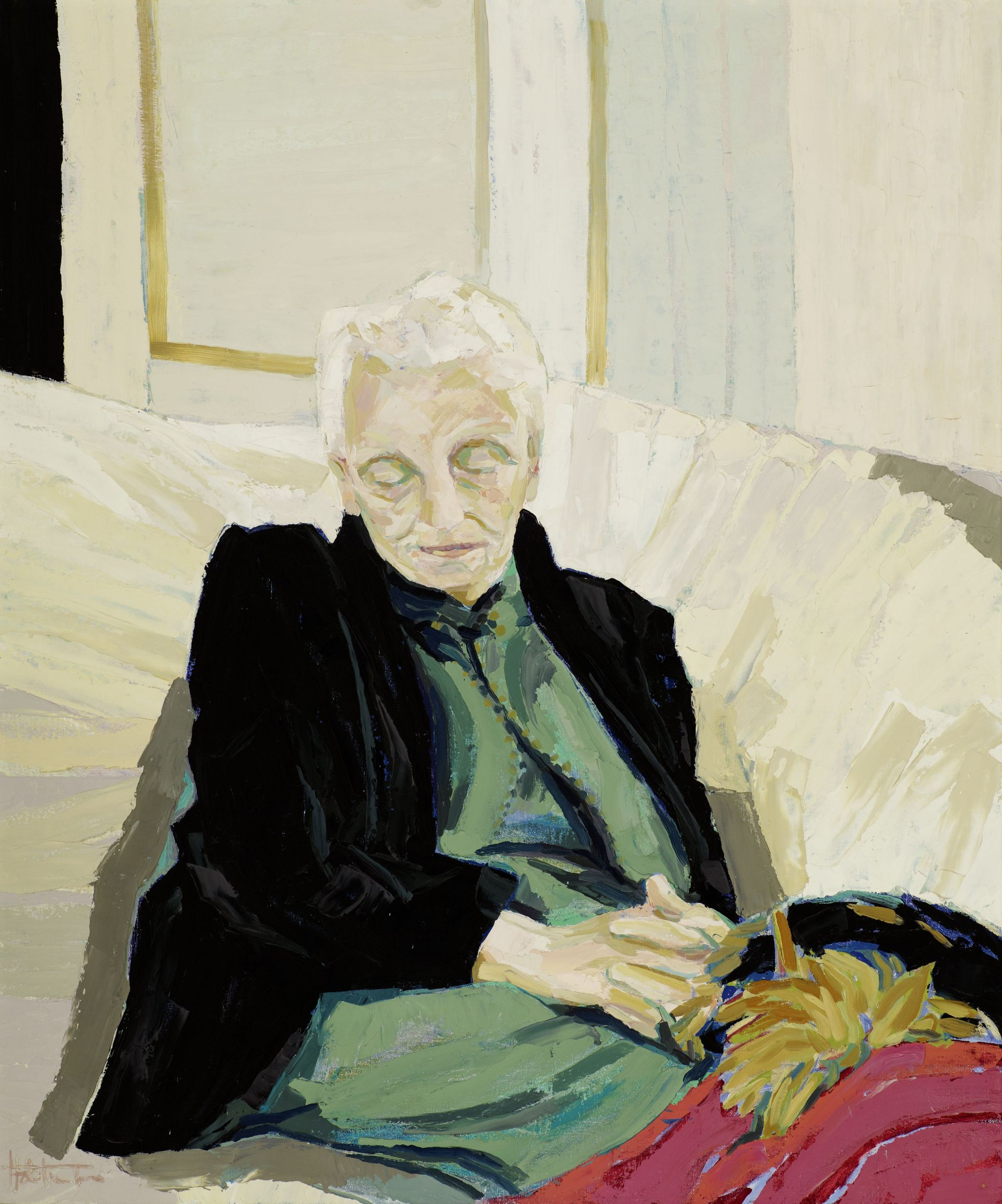
Bejaarde moeder, of Het laatste bezoek, 1990

Vunderink werd geboren in een gereformeerd gezin. Zijn vader werkte op kantoor bij bankiershuis Hope & Co in Amsterdam en daarnaast vrijwel elke avond voor het kerkbestuur. Zijn moeder was erg artistiek aangelegd en schilderde.
Tijdens een interview aan RTV Utrecht vertelde Vunderink dat hij dyslectisch was en dat hij het daar in zijn jeugd erg zwaar mee heeft gehad. Hij heeft hierdoor zijn middelbare school niet af kunnen maken. Vunderink doorliep van 1975-1980 een opleiding aan de kunstnijverheidsschool in Amsterdam, de latere Gerrit Rietveld Academie, waar hij een opleiding afrondde als textielontwerper. Later bekwaamde hij zichzelf als kunstschilder, waarbij hij enige adviezen kreeg van Otto de Kat. Zijn grote voorbeeld was Nicolas de Staël.
Tijdens zijn opleiding ontdekte Vunderink dat hij homoseksueel was. Ook daar had hij het in eerste instantie moeilijk mee. Vunderink had bij zijn overlijden al zesenzestig jaar een relatie met zijn partner Lex. Zij woonden bij de Meije in Zegveld, waar Vunderink een eigen galerie had, Galerie Vermeije.
Vunderink ontwierp kleding en sieraden die hij zelf droeg.

### Honden
Een periode van zijn leven (tot 1986) was Vunderink sterk betrokken bij het fokken van Ierse Wolfshonden en Deerhounds, waarbij hij meedeed aan wedstrijden en een hoge score bereikte. 

## Werk

### Ontwerpen
Na zijn opleiding startte Vunderink met dessinontwerpen. Hij werkte voor textielbedrijf Convair (1953-1956) en voor Weverij Dannebro (1956). Hij won met zijn ontwerpen tweemaal de eerste prijs voor industriële vormgeving. Zijn textielontwerpen werden gebruikt in theaters en voor luxe scheepsinrichtingen. Vunderink maakte ook ontwerpen voor het Londense warenhuis Liberty en verschillende andere bedrijven.
In 1960 verlegde hij zijn belangstelling en begon hij applicaties van glas te maken, die door diverse personen en instellingen werden aangekocht. Ook ontwierp Vunderink kerkramen, o.a. voor kerken in Breda en Amersfoort, maar ook voor het KNVB-toto gebouw in Den Haag. In de periode 1973-1975 maakte hij staalapplicaties, maar het materiaal kon hem op de lange termijn niet boeien.

### Schilderen

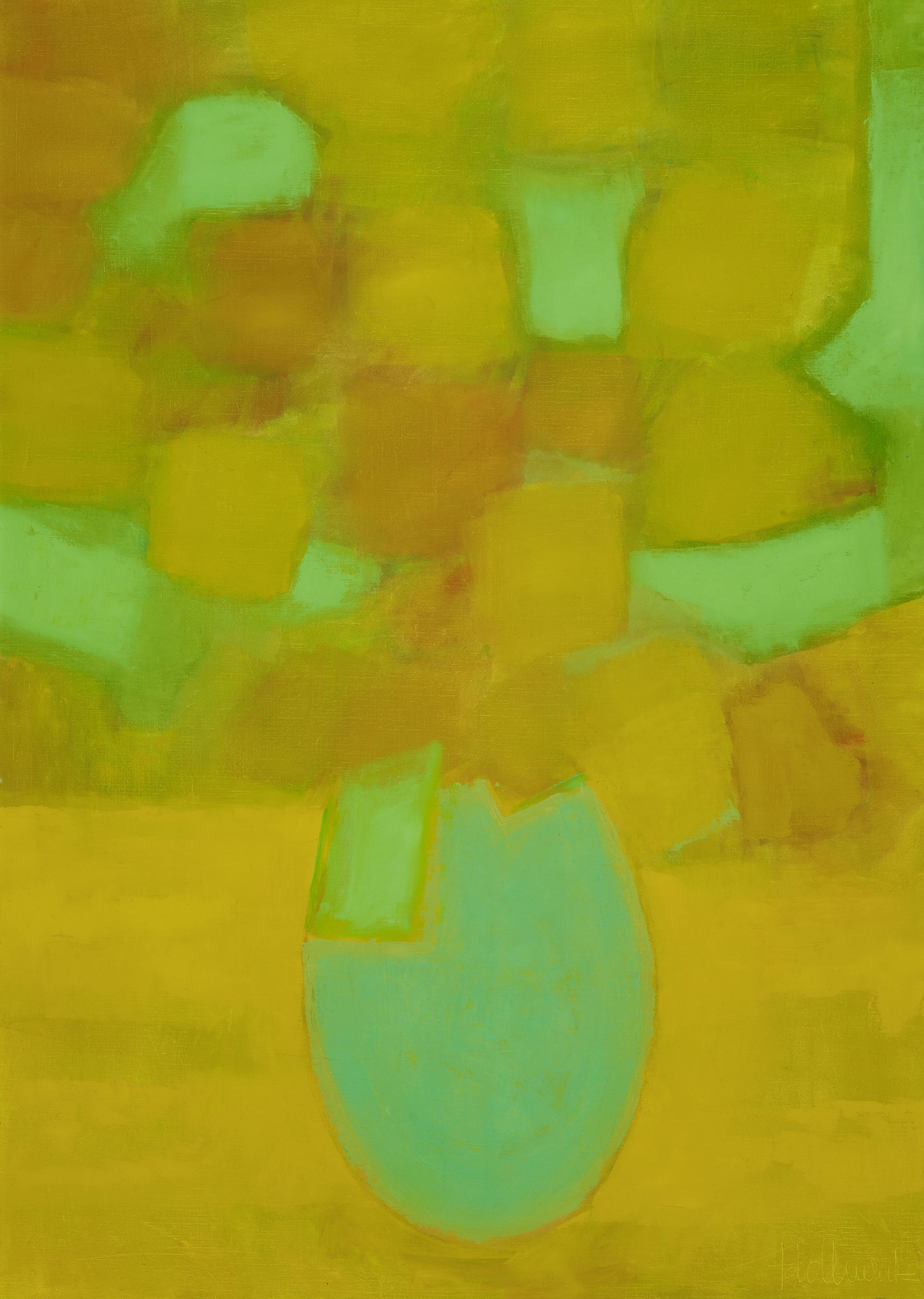
Bloemen in pul, 2007

Vanaf 1980 ontwikkelde Vunderink zich verder in de schilderkunst. 
Het werk van Vunderink wordt door zijn biograaf Cees Straus gekarakteriseerd als het werk van iemand die vooral het oog van de kijker wil bekoren. Het gaat in zijn bloemenstillevens om de ontroering van het vluchtige moment. Bij het schilderen van zijn monumentale landschappen neigt Vunderink naar de abstractie, waarbij vooral land, water, lucht en licht een rol spelen. In zijn landschappen zijn nooit mensen aanwezig. Volgens auteur Frans Lander spreekt uit de kunst van Vunderink een klassieke esthetiek, een vormenideaal dat zoekt naar perfecte verhoudingen, harmonie en schoonheid.
Vunderink werkte met een ondertekening van houtskool, waarna hij een onderschildering van acrylverf aanbracht, die hij overlaagde met olieverf. Portretten schilderde hij ook wel met de vingers, in zwart-witte lijnen.
In 2005 en in 2015 werden exposities van recent werk georganiseerd in het Stadsmuseum in Woerden. Werk van Vunderink is aangekocht door vele particulieren en bedrijven in binnen- en buitenland. Zijn werk hangt onder andere in het stadhuis van Woerden.